# Gustav Gerecke
Gustav Gerecke (* 25. September 1871 in Braunschweig; † 21. April 1929 ebenda) war ein deutscher sozialdemokratischer Minister.

## Leben und Wirken
Gerecke hatte eine Ausbildung als Schlosser und Klempner erhalten und arbeitete als Kleinhändler. Er war seit 1917 Mitglied der USPD. Dem Bezirk Braunschweig stand er von 1920 bis 1922 als Vorsitzender vor, bevor er 1922 in die SPD wechselte. Von 1922 bis 1924 war er Bezirksvorsitzender der Braunschweiger SPD.
Von 1919 bis 1924 war Gerecke Abgeordneter im Braunschweigischen Landtag. Nach der Novemberrevolution war er in der ersten Regierung vom 10. November 1918 bis zum 22. Februar 1919 Volkskommissar für Ernährung. Dem darauffolgenden Kabinett Oerter (22. Februar bis 30. April 1919) gehörte er mit derselben Funktion an. Einen erweiterten Aufgabenbereich als Minister für Ernährung, Handel und Verkehr übernahm er im Kabinett Jasper bis zum 26. Juni 1919, bevor er durch Otto Antrick abgelöst wurde.